# Noirval
Noirval é uma comuna francesa na região administrativa de Grande Leste, no departamento das Ardenas. Estende-se por uma área de 5 km². Em 2010 a comuna tinha 28 habitantes (densidade: 5,6 hab./km²).